# Melina Melipil
Melina Melipil (Trelew, Chubut, Argentina; 29 de marzo de 2001) es una futbolista argentina. Juega de arquera y actualmente es agente libre. Fue convocada a la selección argentina en diciembre de 2020.

## Trayectoria

### Inicios
En su ciudad natal de Trelew jugó futsal y fútbol en Ever Ready, Racing Club y Huracán. En Racing debutó en la Liga del Valle Femenina del Chubut, luego de tres años, en 2017, fue fichada por Huracán, donde permaneció hasta llegar a River. Aunque no disputó minutos, integró el seleccionado de la Liga del Valle para afrontar el torneo Nacional del Interior.

### River Plate
En julio de 2018 realizó pruebas en River Plate y en agosto se confirmó su pase, comenzó jugando en la Sub-17 y reserva, hasta llegar a entrenar con la primera.
El 27 de septiembre de 2019 hizo su debut ingresando a los 35 minutos del segundo tiempo ante Platense, por la segunda fecha del torneo femenino de AFA 2019/20.
En julio de 2020, firmó su contrato profesional con el "millonario", convirtiéndose en la primera chubutense en hacerlo.

### Platense
En enero de 2022, Melipil fue anunciada como nueva incorporación del Club Atlético Platense. En noviembre de 2022 al finalizar la temporada, se anunció que rescindió su contrato con El Calamar.

## Selección nacional

### Selección de fútbol sub-20 de Argentina
En enero de 2020 fue convocada a la Selección Argentina Femenina Sub-20. Integró la lista para disputar el Sudamericano Sub-20 de 2020.

### Selección Argentina
En diciembre del año 2020 Carlos Borello la citó a la Selección Argentina siendo su primera convocatoria en la selección "mayor".

## Estadísticas

### Clubes
| Club        | País      | Año             |
| ----------- | --------- | --------------- |
| River Plate | Argentina | 2018 - 2021     |
| Platense    | Argentina | 2022 - presente |

## Vida personal
Es hija de Erica Montecinos y Mario Melipil. En sus inicios jugaba de volante por izquierda, su padre, quien fue arquero, la incentivó a ser arquera y fue su entrenador. Es hincha de River Plate. Estudia el Profesorado en Educación Física en el Instituto de River.